# Julia Balbilla
Julia Balbilla (Rome, 72 na Chr. – na 130 na Chr.) was een Romeinse dichteres.

## Biografie
Julia Balbilla was aan vaderskant een kleindochter van de laatste koning van Commagene en via haar moeder stamde ze af van de prefect en astroloog Tiberius Claudius Balbillus. Balbilla leefde een groot gedeelte van haar leven waarschijnlijk in Rome of in Athene, waar haar broer Philopappos tot de rang van consul wist op te klimmen. Haar familie was ook bevriend met keizer Hadrianus.
In het jaar 130 reisde ze in het gezelschap van keizer Hadrianus en zijn vrouw Vibia Sabina mee naar de Egyptische stad Thebe. Hier liet ze vervolgens een aantal gedichten achter op de Kolossen van Memnon. Deze graffiti zijn zeer waarschijnlijk goedgekeurd door de keizer en zijn vrouw, want ze bracht erin eer aan de keizer, maar ook sprak Balbilla haar bewondering uit de voor de Griekse held Memnon. Uit de dichtregels, die getuigen van politieke vaardigheid en culturele finesse, valt op te maken dat ze een goede opleiding en veelzijdige achtergrond had.